# 1,4-Benzodioksin
1,4-Benzodioksin je organsko jedinjenje. On se koristi u organskoj hemiji kao aromatična funkcionalna grupa.